# Sonia Aquino
Pour les articles homonymes, voir Aquino (homonymie).
 (juin 2025).
Si vous disposez d'ouvrages ou d'articles de référence ou si vous connaissez des sites web de qualité traitant du thème abordé ici, merci de compléter l'article en donnant les références utiles à sa vérifiabilité et en les liant à la section « Notes et références ».
Sonia Aquino, née le 10 juillet 1977 à Avellino dans la région de la Campanie en Italie, est une actrice italienne.

## Biographie
Sonia Aquino naît à Avellino dans la région de la Campanie en 1977. Sacrée miss Irpinia en 1991, elle suit les cours de la Scuola nazionale di cinema, du Duse Studio de Francesca De Sapio et du théâtre Bellini à Naples ou elle travaille avec les réalisateurs Peter Del Monte, Marco Bellocchio et Maurizio Nichetti.
Elle débute au cinéma en 1997 dans le drame historique Marquise de Vera Belmont qui est consacrée à la vie de la comédienne française Mademoiselle Du Parc.
Après plusieurs rôles secondaires au cinéma et à la télévision au début des années 2000, elle est choisie en 2004 pour interpréter le rôle de l'actrice italienne Sophia Loren dans le film biographique Moi, Peter Sellers (The Life and Death of Peter Sellers) de Stephen Hopkins consacré à la vie de l'acteur anglais Peter Sellers. La même année, elle joue le rôle de Messaline dans le téléfilm Imperium : Nerone de Paul Marcus et tient le premier rôle du drame Signora de Francesco Laudadio.
En 2006 et 2007, elle est l'une des principales protagonistes de la série télévisée Nati ieri. Elle partage également l'affiche du téléfilm Un dottore quasi perfetto de Raffaele Mertes (it) avec Luca Ward (it). En 2008, elle participe à la dixième et dernière saison de la série Les Destins du cœur (Incantesimo).
En 2011, elle joue dans le film biographique La meravigliosa avventura di Antonio Franconi de Luca Verdone qui narre la vie de l'écuyer italien Antonio Franconi, fondateur du Cirque-Olympique.

## Filmographie

### Au cinéma
- 1997 : Marquise de Vera Belmont
- 2000 : Il fratello minore de Stefano Gigli
- 2001 : Amici Ahrarara de Franco Amurri
- 2002 : L'italiano d'Ennio De Dominicis
- 2004 : Moi, Peter Sellers (The Life and Death of Peter Sellers) de Stephen Hopkins
- 2004 : Signora de Francesco Laudadio
- 2004 : Casa Eden, regia di Fabio Bonzi
- 2011 : La meravigliosa avventura di Antonio Franconi de Luca Verdone

### À la télévision

#### Séries télévisées
- 2006 - 2007 : Nati ieri de Carmine Elia (it), Paolo Genovese et Luca Miniero
- 2008 : Un sacré détective (Don Matteo), un épisode
- 2008 : Carabinieri, un épisode
- 2008 : Les Destins du cœur (Incantesimo), saison dix
- 2009 : I Cesaroni, un épisode
- 2010 : Augustine: The Decline of the Roman Empire (Sant'Agostino) de Christian Duguay

#### Téléfilms
- 2002 : Il bambino di Betlemme d'Umberto Marino
- 2004 : Imperium : Nerone de Paul Marcus
- 2005 : Il cuore nel pozzo d'Alberto Negrin
- 2007 : Un dottore quasi perfetto de Raffaele Mertes (it)